# Asger Sørensen
Asger Sørensen (* 5. června 1996 Virklund) je dánský profesionální fotbalista, který hraje na pozici středního obránce za český klub AC Sparta Praha. Je také bývalým dánským mládežnickým reprezentantem.

## Klubová kariéra

### Midtjylland
Sörensen je odchovancem mládežnické akademie Midtjyllandu. Za první mužstvo trojnásobného dánského mistra si zahrál pouze v jednom pohárovém zápase.

### RB Salzburg a Norimberk
V roce 2014 přestoupil z Midtjyllandu do Salcburku, s kterým triumfoval v rakouské lize, ale zahrál si jen ve třech zápasech. Většinou nastupoval ve druhé nejvyšší soutěži za Liefering. Pak hostoval v německém druholigovém Regensburgu a od roku 2019 byl hráčem Norimberku, se kterým si také zahrál druhou Bundesligu. Ve druhé německé lize odehrál během pěti let 138 zápasů a dal osm gólů.

### Sparta Praha

#### Sezóna 2022/23
Sörensen v létě 2022 přestoupil z Norimberku do pražské Sparty. V klubu měl nahradit zraněného Ondřeje Čelůstku. Na Letné podepsal 191 centimetrů vysoký stoper podle klubového webu víceletou smlouvu. V české nejvyšší soutěži debutoval 31. července 2022 v prvním kole proti Liberci. V týmu trenéra Briana Priskeho se rychle stal jedním z klíčových hráčů a nepostradatelných členů základní sestavy. Během své první sezony v Praze odehrál 36 soutěžních utkání a 5 brankami pomohl klubu získat první mistrovský titul od roku 2014. Na konci sezóny byl ligovou fotbalovou asociací odměněn oceněním pro nejlepšího obránce a nejlepšího zahraničního hráče sezony 2022/23.

#### Sezóna 2023/24
Dne 31. srpna 2023 se Sørensen střelecky prosadil do sítě chorvatského Dinama Záhřeb ve čtvrtém předkole Evropské ligy a pomohl k výhře 4:1, která zajistila pražskému celku postup do základní skupiny. 9. listopadu vedl Spartu v utkání základní skupiny Evropské ligy proti skotskému klubu Rangers jako kapitán. 21. února 2024 podepsal Sørensen s klubem novou víceletou smlouvu. 18. května 2024 slavil se Spartou po výhře 5:0 nad Mladou Boleslaví obhajobu ligového titulu. O čtyři dny později kvůli zranění nenastoupil do finále českého poháru proti Viktorii Plzeň a jen z lavičky přihlížel výhře Sparty 2:1, která znamenala zisk historického double.

#### Sezóna 2024/25
Dne 30. července 2024 Sørensen gólem přispěl k výhře 4:2 nad Shamrockem Rovers v odvetném utkání druhého předkola Ligy mistrů. 13. srpna vedl Spartu jako kapitán v utkání odvety třetího předkola proti FCSB a svým výkonem pomohl k postupu po výhře 3:2.

## Reprezentační kariéra
Sörensen nastupoval za dánské mládežnické reprezentace včetně jednadvacítky, za kterou si zahrál i na mistrovství Evropy v roce 2019.

## Ocenění

### Klubová

#### FC Red Bull Salzburg
- Rakouská Bundesliga: 2013/14, 2014/15, 2015/16, 2016/17
- ÖFB-Cup: 2014/15, 2015/16, 2016/17

#### AC Sparta Praha
- Fortuna:Liga: 2022/23,[9] 2023/24[16]
- MOL Cup: 2023/24[17]